# Lorenzo Saccaggi
Lorenzo Saccaggi (Massa, 30 agosto 1992) è un cestista italiano.

## Biografia
È fratello minore del cestista Andrea ed è inoltre figlio di Maurizio, ex cestista in Serie B e C.
È originario di Carrara, pur essendo nato a Massa.

## Carriera
Debutta nel 2009 in Legadue con Pistoia. Vanta la partecipazione ai FIBA EuroBasket Under 20 del 2012 con la maglia dell'Italia under 20.
Nella stagione 2012-13, con 33 presenze, fa parte della rosa che conquista la promozione in Serie A del Pistoia Basket 2000, anche se non segue i biancorossi nell'avventura nella massima serie visto che nell'estate del 2013 passa in prestito alla Fulgor Libertas Forlì, con cui disputa il campionato di seconda serie. Dopo aver esteso il contratto con Pistoia fino al 2016, viene rinnovato il prestito al club forlivese anche per la stagione 2014-2015, prestito che si interrompe nel dicembre 2014 in seguito ai gravi problemi societari dei romagnoli. Conclude la stagione con Casalpusterlengo sempre in A2 e nell'estate del 2015 viene rilevato dalla Scaligera Basket Verona, società impegnata nella medesima categoria. Dopo una parentesi di un anno con la squadra veneta, viene ingaggiato nell'estate 2016 dalla Mens Sana Basket 1871. In Toscana vi rimarrà per due stagioni e per altrettanti campionati di A2. Nel giugno del 2018 viene annunciato dalla Pallacanestro Biella, anche in questo caso militante nel secondo campionato nazionale.
Nel giugno del 2020 fa ritorno a Pistoia dopo ben sette anni firmando un contratto biennale più opzione per l'anno successivo. A seguito della promozione ottenuta dai toscani al termine della Serie A2 2022-2023, Saccaggi viene confermato, potendo così disputare il primo campionato di Serie A della propria carriera (nel quale, nel 2023-24, mette a referto 1,9 punti in 15,0 minuti di gioco). Il 7 dicembre 2024, con la sua presenza numero 260 con la canotta pistoiese, diventa il giocatore con più partite giocate nella storia del club superando Fiorello Toppo fermo a 259.

## Palmarès
- Campionato di Legadue: 2

Pistoia: 2012-13
Pistoia: 2022-23
- Supercoppa LNP: 1

Pistoia: 2021